# Tamoya haplonema
La Tamoya haplonema è una cubomedusa della famiglia Tamoyidae. Si tratta di una medusa con la campana a forma cubica e grande più di 20 cm in età adulta, con lunghi tentacoli che possono raggiungere 3 metri. La puntura derivante dal contatto con il corpo o uno dei quattro tentacoli è dolorosa ma non mortale.

## Distribuzione e habitat
La T. haplonema vive a poca profondità nelle acque del Golfo del Messico e dell'Atlantico occidentale, dalle coste dell'Argentina fino allo stato di New York. Esemplari di T. haplonema sono stati segnalati lungo le coste africane nel 1945 e 1955, ma è possibile che fossero Carybdea murrayana o C. branchi.

## Descrizione
La T. haplonema è una delle più grandi e robuste fra le meduse dell'ordine Carybdeida: la campana misura 13 cm di lunghezza in media, ma può raggiungere i 22 cm ed oltre. L'ombrella è trasparente e leggermente appiattita all'apice. L'esombrella, i pedalia e il velarium sono coperti da nematocisti. I quattro tentacoli bianco-giallastri sono lunghi circa come la campana quando contratti e si possono estendere fino a circa 3 m e hanno file regolarmente separate di nematocisti. La puntura è dolorosa, però non mortale. I quattro pedalia (le strutture muscolari ai quattro angoli inferiori dell'ombrella) misurano circa 8 cm nell'esemplare adulto ed hanno forma "a scalpello" con i bordi esterni sottili.
Come gli altri cubozoi, la T. haplonema ha quattro ropali, organi sensoriali complessi, protetti in questa specie da una nicchia con apertura orizzontale. Ogni ropalio ha due occhi provvisti di lenti, oltre a quattro occhi laterali più semplici.
Lo stomaco occupa circa 1/3 della lunghezza della campana, mentre la disposizione delle facelle (o phacellae) permette una rapida identificazione della specie: ha facelle verticali, con i cirri gastrici posti a fasce lungo i lati periradiali dello stomaco a forma di sacco. Le gonadi si trovano da ogni lato del seno radiale (che equivale ai canali radiali degli sifonofori).